# All Japan Pro Wrestling
La All Japan Pro Wrestling (全日本プロレス?, zen nihon puroresu), è una federazione di wrestling giapponese fondata nel 1972 in concorrenza con la storica rivale New Japan Pro-Wrestling (NJPW) e alla Pro Wrestling Noah (NOAH), una delle più famose del settore in Giappone. L'AJPW divenne famosa per lo stile spettacolare dei suoi incontri e assieme alla NJPW, che invece si orientava verso uno stile simile al vero combattimento, nel corso dei primi vent'anni della sua esistenza ha dominato il panorama del wrestling in Giappone.

## Storia

### Sotto la guida di Giant Baba (1972-1999)

#### Fondazione e territorio NWA

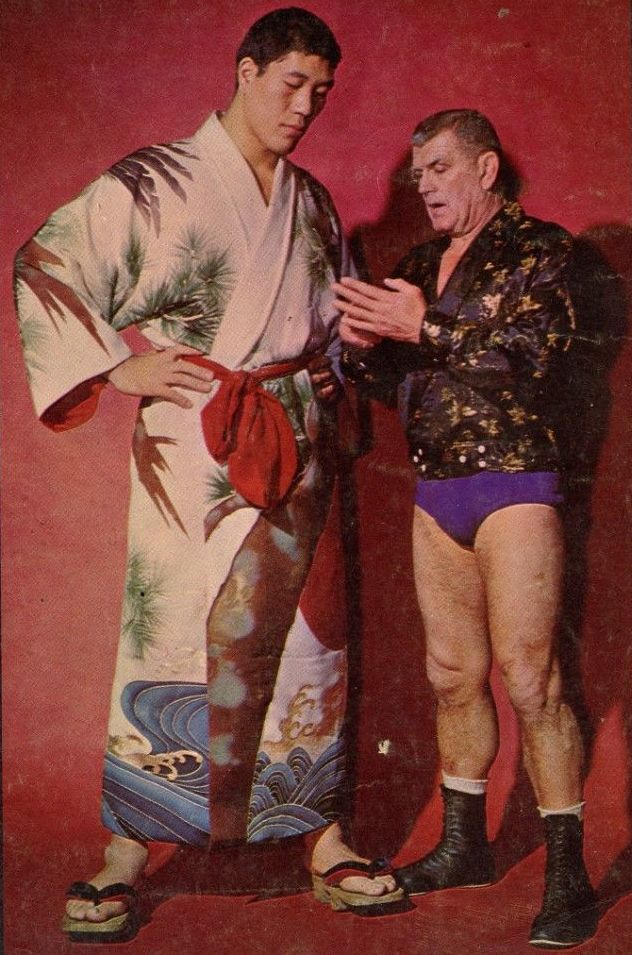
Giant Baba nel 1964

Fondata nel 1972 da Giant Baba e dai due figli di Rikidōzan (Mitsuo e Yoshihiro Momota), strinse forti rapporti d'affari con la National Wrestling Alliance nel 1973.
Baba fondò anche la Pacific Wrestling Federation (PWF), un organo di governo per tutti i titoli della AJPW e che inizialmente riconobbe un titolo mondiale (il PWF World Heavyweight Championship) e diversi campionati regionali da assegnare ai lottatori stranieri in base alla regione di provenienza. 

Nel 1973 AJPW divenne un territorio della NWA ed ebbe a disposizione il titolo più prestigioso del mondo (l'NWA World Heavyweight Championship) grazie al quale poté avvalersi della presenza dei wrestler americani nei suoi spettacoli ed opporli ai propri lottatori giapponesi ottenendo che molti talenti NWA come Dory Funk Sr., Terry Funk, Bruno Sammartino, Dominic DeNucci, Fred Blassie e The Destroyer riscuotessero grande successo anche in Giappone. 

Con l'ingresso della AJPW nella NWA, il PWF World Heavyweight Championship fu declassato a campionato regionale e così vi rimase fino alla seconda metà degli anni ottanta.

#### Separazione dalla NWA e nuovi talenti
Nel decennio seguente AJPW si allontanò da altri promoter, sia autoctoni che stranieri ed orienterasi verso un sistema di lottatori quasi esclusivamente giapponesi e contrattualmente obbligati a combattere sotto la propria esclusiva (come Jumbo Tsuruta, Genichiro Tenryu, Akira Taue, Mitsuharu Misawa, Toshiaki Kawada e Kenta Kobashi) e rivalutò i propri titoli unificandoli a quelli NWA cosicché il PWF World Heavyweight Championship e l'NWA United National Championship con NWA International Heavyweight Championship) divennero l'AJPW Triple Crown Heavyweight Championship (il nuovo titolo mondiale) e l'NWA International Tag Team Championship con il PWF World Tag Team Championship) divenne l'AJPW Unified World Tag Team Championship (anche conosciuto come Double Cup) e nuovo titolo di coppia. Verso la fine degli anni ottanta Jumbo Tsuruta e Genichiro Tenryu si sfidarono per il titolo mondiale in uno dei match più belli di quel periodo e che fu d'ispirazione per i match degli anni novanta, l'epoca d'oro della AJPW. Raramente invece, e per la succitata scelta della AJPW, in quel periodo si assistì a match interpromozionali ed i wrestler provenienti da altre organizzazioni, come Hiroshi Hase, Shigeo Okumura e Yoshihiro Takayama non ricevettero molto spazio.

#### Primo esodo: Super World Sports
Nell'aprile 1990 Genichiro Tenryu fu il primo di un lungo esodo di lottatori (altri furono The Great Kabuki, Samson Fuyuki, Tatsumi Kitahara, Masao Orihara, Yoshiaki Yatsu, Goro Tsurumi e Shinichi Nakano) che, attirati dalla nuova federazione Super World of Sports, lasciarono la AJPW costringendola ad investire su nuovi nomi del proprio roster come Mitsuharu Misawa, Toshiaki Kawada, Akira Taue e Kenta Kobashi per trasformarli nelle sue nuove stelle e riuscire così a contrastare la concorrenza.

### Morte di Baba e Mitsuharu Misawa (1999-2000)
Baba morì il 31 gennaio 1999, lasciando la federazione nelle mani della sua stella, Misawa. Tuttavia Misawa, in completo disaccordo con il percorso tracciato da Motoko Baba, vedova di Giant Baba e proprietaria della federazione non avendo avuto figli, lasciò il gruppo il 28 maggio 2000 per creare una nuova federazione, la Pro Wrestling NOAH e portare con sé diversi lottatori di punta della AJPW.

#### Secondo esodo: Pro Wrestling Noah
Nel 2000, 26 dei 30 lottatori della AJPW lasciano la federazione per seguire Misawa nella fondazione di un nuovo progetto (la Pro Wrestling Noah, nome ispirato dall'episodio biblico di Noè) e scelta di cui Misawa dichiarò di aver intrapreso perché solo così poteva fare le cose in uno stile "moderno". Di conseguenza NTV, l'emittente televisiva giapponese che trasmise gli spettacoli di AJPW per ventisette anni, annunciò la cessazione della sua collaborazione con AJPW e di dedicarsi a trasmettere solo gli eventi della neonata NOAH. NTV inoltre, per impedire che AJPW potesse rivolgersi ad altre emittenti, mantenne il 15% azionario di AJPW e Motoko Baba tenne il rimanente 85%.

### Rilancio (2000-2002)
Di conseguenza Motoko Baba, acquisendo il pieno controllo dell'organizzazione, riportò alla AJPW il fondatore della Super World of Sports (Genichiro Tenryu la cui federazione chiuse già nel 1992) e rese vacanti tutti i titoli detenuti dai 26 lottatori licenzandi.

#### Faida interpromozionale con la NJPW
Nell'agosto 2000 il funzionario della AJPW Masanobu Fuchi salì sul ring della New Japan Pro Wrestling per dichiarare che la sua intenzione era di "rompere le barricate" tra le due federazioni ed in risposta un lottatore della NJPW (Riki Choshu) salì a sua volta sul ring per stringergli la mano e dare il via ad un'alleanza interpromozionale e di cui ne venne scritta una storyline riguardante una faida tra le due federazioni. La storyline riguardava la sfida lanciata da due lottatori di punta della NJPW (Keiji Muto e Shinjiro Otani) verso i titoli più importanti delle due federazioni e vide la creazione di una stable ("BATT", Bad Ass Translate Trading) che includesse anche dei lottatori AJPW (Taiyō Kea, Michinoku Pro's, Jinsei Shinzaki ed Hiroshi Hase) e dove Keiji Muto (anche noto come The Great Muta), sconfisse Genichiro Tenryu per l'AJPW Triple Crown Heavyweight Championship e vinse l'AJPW World Tag Team Championship in coppia con Taiyō Kea. Questa faida, riportando in alto gli ascolti, terminò nel gennaio del 2002 e vide successivamente tre delle più grandi stelle della NJPW (Keiji Muto, Satoshi Kojima e Kendo Kashin) passare alla AJPW (Kashin comunque, tornò alla NJPW poco dopo). Per questo gesto Muto fu ricompensato da Mokoto Baba con il posto di presidente della compagnia e tutte le azioni in mano alla famiglia Baba furono trasferite a lui.

### Sotto la guida di Keiji Muto (2002-2012)

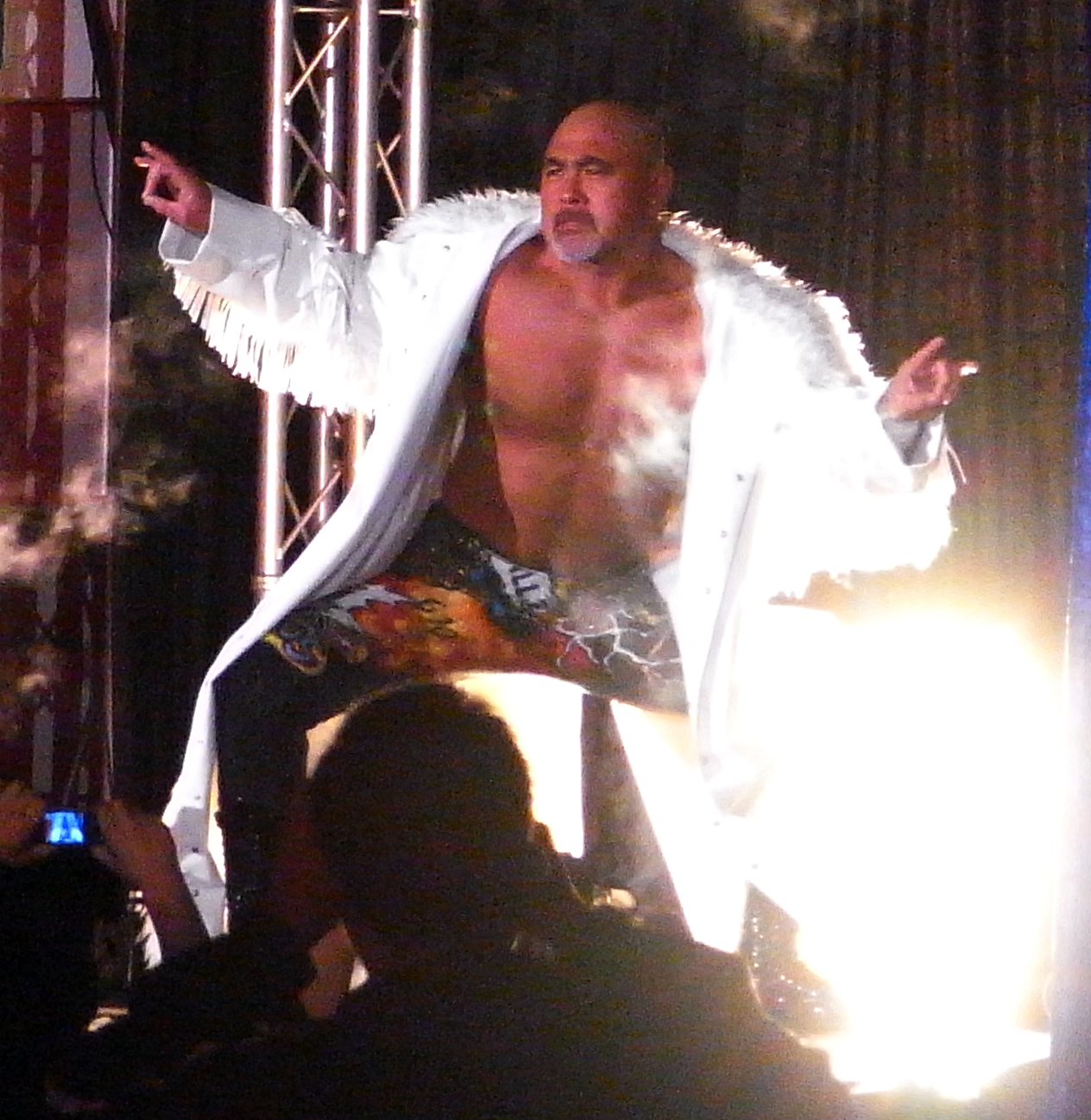
Keiji Muto nei panni di Great Muta nel 2010

Nel decennio intercorrente la gestione di Keiji Muto non furono poche le sfide tra lottatori della NJPW e l'AJPW e con punte si spicco come il Title vs. title match tra Satoshi Kojima, il detentore del IWGP Heavyweight Championship, ed il detentore dell'AJPW Triple Crown Heavyweight Championship Toshiaki Kawada, avvenuta il 16 febbraio 2005.
Essendo innanzitutto un lottatore, durante la sua presidenza della AJPW Muto lottò anche nella NJPW con il ring name di The Great Muta ed affrontò (in coppia con Taiyō Kea) i lottatori della Pro Wrestling Noah (Mitsuharu Misawa e Yoshinari Ogawa) nell'evento NOAH DEPARTURE 2004 e perdendo la sfida al titolo GHC Tag Team Championship.
Muto creò relazioni di lavoro con federazioni non giapponesi e la più importante fu con la TNA (tra il 2004 e 2007), quando TNA aveva i propri lottatori adatti alla propria visione coerente e che portò dei suoi lottatori a partecipare al TNA World X Cup (come Team Japan nel 2004) ed Akira Kawabata a divenire Kiyoshi in TNA nel 2006 e a interpretare il personaggio Suicide nel 2008.
Il 7 giugno 2011, Keiji Muto annunciò le sue dimissioni da presidente per nominare Masayuki Uchida come suo successore e nel 2012 cedette il suo pacchetto azionario alla società Speed Partners per 200 milioni di yen.

#### Terzo esodo: Wrestle-1
Nel giugno 2013 Masakatsu Funaki, Kaz Hayashi, Shuji Kondo, Ryota Hama, Masayuki Kono, Hiroshi Yamato, Koji Kanemoto, Minoru Tanaka, Yasufumi Nakanoue, Kai, Seiya Sanada ed Andy Wu, come gesto di fedeltà verso Keiji Muto (il quale dopo aver cercato di riprendere la presidenza della AJPW e non riuscendoci fondò la Wrestle-1), decisero di rescindere il contratto con AJPW per passare alla nuova federazione di Muto.

### Ristrutturazione (2013-presente)
Nell'estate del 2013 tutti i cinque membri di Burning (Akiyama, Shiozaki, Aoki, Suzuki e Kanemaru) firmano un contratto esclusivo con AJPW mentre Masanobu Fuchi, già dirigente di AJPW e per lungo tempo libero professionista torna ad avere incarichi dirigenziali. A questo si aggiungono il rientro del lottatore Taiyo Kea e dell'arbitro Kyohei Wada mentre per il lato finanziario AJPW cede tutte le proprie azioni a Speed Partners to Shiraishi's Red Wall Japan che cambia il nome della corporazione in "Zen Nihon Puroresu Systems". Nell'agosto dello stesso anno AJPW consegna le tre cinture dei titoli facenti parte dell'AJPW Triple Crown Heavyweight Championship a Mokoto Baba (la vedova di Giant Baba) e, mantenendo il campionato con il medesimo nome, passa ad una nuova cintura che lo rappresenta. Il 1 ° settembre anche il libero professionista Akebono Tarō firma un contratto per unirsi ufficialmente ad AJPW.
Il 5 giugno 2014 viene annunciata una ristrutturazione aziendale e che vedrà Jun Akiyama come nuovo presidente della federazione ed il 1º luglio viene cambiato il nome da "All Japan Pro Wrestling Zen Nihon Puroresu" a "All Japan Pro Wrestling kabushiki gaisha", mentre la sede viene trasferita da Tokyo a Yokohama.
Nell'autunno del 2015 vengono cambiati tutti i contratti con i lottatori verso una forma di "pay-per-appearance" (letteralmente "pagato per apparizione") e, come conseguenza, molti dei wrestler tra cui lo stesso Akebono lasciano la federazione. 
Verso la fine del 2016 AJPW raggiunge un accordo con l'emittente satellitare Nippon BS Broadcasting per la produzione di uno spettacolo mensile (Eleven) che verrà trasmesso il terzo lunedì di ogni mese.

## Riconoscimenti

### Titoli
| Titolo                                | Campione                                   | Data             | Città     | Evento             |
| ------------------------------------- | ------------------------------------------ | ---------------- | --------- | ------------------ |
| Triple Crown Heavyweight Championship | Jun Saito                                  | 31 dicembre 2024 | Tokyo     | New Year's Eve     |
| World Junior Heavyweight Championship | Atsuki Aoyagi                              | 10 agosto 2025   | Matsumoto | Summer Action Wars |
| Gaora TV Championship                 | Takashi Yoshida                            | 14 giugno 2025   | Kyoto     | Super Power Series |
| World Tag Team Championship           | Kengo Mashimo e Hideki Suzuki              | 3 agosto 2025    | Tokyo     | Summer Action Wars |
| All Asia Tag Team Championship        | Yuma Aoyagi e Atsuki Aoyagi                | 14 giugno 2025   | Kyoto     | Super Power Series |
| AJPW TV Six-Man Tag Team Championship | Takashi Yoshida, Kuma Arashi, Hokuto Omori | 18 maggio 2025   | Tokyo     | Champion Carnival  |

### Tornei
| Torneo                       | Ultimo vincitore | Data              |
| ---------------------------- | ---------------- | ----------------- |
| Champion Carnival            | Rei Saito        | 18 maggio 2025    |
| Zennichi Junior Festival     | Atsuki Aoyagi    | 3 agosto 2025     |
| Royal Road Tournament        | Ren Ayabe        | 22 settembre 2024 |
| World's Strongest Tag League | Jun & Rei Saito  | 8 dicembre 2024   |

## Pacific Wrestling Federation
La Pacific Wrestling Federation (PWF) è un organo direttivo di tutti i titoli di AJPW che riconobbe inizialmente il titolo mondiale PWF World Heavyweight Championship ed il titolo di tag team PWF World Tag Team Championship.
Entrambi i titoli furono unificati per creare rispettivamente l'AJPW Triple Crown Heavyweight Championship e l'AJPW World Tag Team Championship, noto anche come Double Cup.
Ad oggi corrisponde all'organo di governo che gestisce l'assegnazione di tutti i titoli di AJPW.

### Presidenti
| Nome             | Anni di presidenza | Note                 |
| ---------------- | ------------------ | -------------------- |
| Giant Baba       | 1972 - 1999        | Fondatore            |
| Mitsuharu Misawa | 1999 - 2000        |                      |
| Motoko Baba      | 2000 - 2002        | Vedova di Giant Baba |
| Keiji Muto       | 2002 - 2011        |                      |
| Masayuki Uchida  | 2011 - 2013        |                      |
| Nobuo Shirashi   | 2013               |                      |
| Hirota Inoue     | 2013 - 2014        |                      |
| Jun Akiyama      | 2013 - 2019        |                      |
| Tsuyoki Fukuda   | 2019 -             |                      |